# Andrea Rapicio
Andrea Rapicio, italijanski rimskokatoliški duhovnik in tržaški škof, * 1533, Trst, † 1573, Trst.

## Življenjepis
Rodil se je v Trstu kot drugi sin Dominika Ravizza, in je polatinil svoj priimek v Rapicius, kot je bila tedaj navada.  
Andrea Rapicio je bil imenovan za škofa leta 1565. Bil je zelo razgledan in učen človek. Veliko si je prizadeval, da bi dosegel mir med tržaškimi plemiškimi družinami, ki so bile takrat razdeljene v dva nasprotujoča si tabora. Ko je bil prepričan, da je mir dosežen, je povabil predstavnike obeh skupin na pojedino za zadnji dan leta. A očitno mir ni bil še dosežen. Ena od strank, ni znano katera, je drugi zastrupila vino in po pomoti je ta kelih izpil prav škof. V kratkem je bil mrtev. Ena od sodobnih teorij trdi, da sploh ni šlo za pomoto, temveč za načrtovan umor človeka, ki bi bil lahko združil tržaško plemstvo proti avstrijski hegemoniji.